# Baron de Ros

Wappen der Baronie de Ros

Baron de Ros, of Helmsley, ist ein erblicher britischer Adelstitel in der Peerage of England.
Es handelt sich hierbei um eine sogenannte barony by writ, die zu den ältesten Titeln gehört, die auf diese Weise geschaffen wurden.

## Abstammung der Barone de Ros und Existenz der Baronie
Sir Robert de Ros stammte ab von Piers de Ros, seinem  Urgroßvater, der Steward Dapifer des französischen Grafen von Aumale war und der um das Jahr 1130 starb. Sir Robert de Ros wurde ein Unterstützer Simons von Montfort 1263/64 und von diesem am 24. Dezember 1264 im Namen des Königs durch einen Writ of Summons zum Parlament Montforts einberufen. Es war in der englischen Verfassungsgeschichte lange fraglich, ob diese Einberufung eine erbliche Baronie begründet hatte, schon weil sie nicht vom König autorisiert worden war. Die Frage, ob die Baronie de Ros als seit 1264 bestehend anerkannt werde, blieb lange in der Schwebe. In der Folgezeit petitionierten die Titelträger wiederholt, um die Anerkennung Roberts als 1. Baron de Ros zu erreichen. Zunächst wurde als erster Schritt der Baronie 1616 der Vorrang vor allen anderen Baronien des Königreiches eingeräumt. 1806 erkannte schließlich auch das House of Lords die Baronie de Ros von 1264 für Sir Robert de Ros als 1. Baron als begründet an. Zugleich wurde rechtlich anerkannt, dass die Baronie de Ros die älteste in der Peerage of England ist und damit den Titel Premier barony of England führen darf.
Der Anspruch, älteste Baronie der Peerage of England zu sein, wurde den Baronen de Ros 1949 wieder abgesprochen. Seitdem gilt der Titel Baron Mowbray, der 1283 geschaffen wurde, als ältester Titel eines Barons der Peerage of England. Für den Titel Baron de Ros gilt seitdem 1299 als erste Einberufung.
Während der Rosenkriege wurde der 9. Baron 1464 wegen Hochverrates hingerichtet und ihm der Titel aberkannt. Sein Sohn Edmund de Ros erreichte bei Kriegsende 1485 seine Wiedereinsetzung als 10. Baron. Als ebendieser 1508 kinderlos starb, erlosch die Familie de Ros im Mannesstamm, woraufhin der Titel nach kurzzeitiger Abeyance 1512 in weiblicher Erblinie an dessen Neffen George Manners als 11. Baron überging. Dessen Sohn, der 12. Baron, wurde 1525 auch zum Earl of Rutland erhoben. Beim Tod von dessen Enkel, dem 3. Earl, fiel das Earldom 1587 an dessen Bruder, die Baronie aber an dessen einzige Tochter Elisabeth Cecil als 15. Baroness. Beim Tod ihres Sohnes, des 16. Barons, fiel der Titel 1618 an dessen Onkel zweiten Grades, Francis Manners, 6. Earl of Rutland und bei dessen Tod 1632 an dessen Tochter Katherine als 18. Baroness, die mit dem 1. Duke of Buckingham verheiratet war. Beim Tod ihres Sohnes, George Villiers, 2. Duke of Buckingham, im Jahr 1687 fiel die Baronie in Abeyance. Diese wurde erst 1806 zugunsten von Lady Charlotte FitzGerald als 20. Baroness beendet. Von da an war der Titel, von kurzfristigen Abeyances abgesehen, besetzt. Der heutige Titelinhaber ist Peter Maxwell als 27. Baron.

## Liste der Barone de Ros (1264/1299)

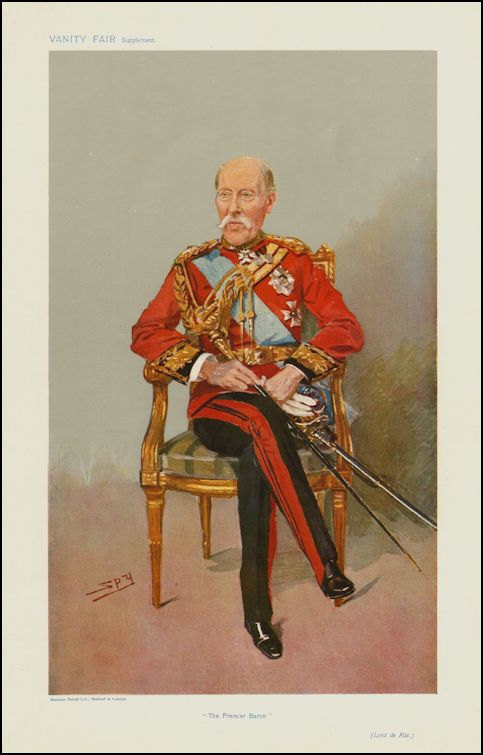
Dudley FitzGerald-de Ros, 23. Baron de Ros

- Robert de Ros, 1. Baron de Ros  († 1285)
- William de Ros, 1. Baron de Ros († 1316)
- William de Ros, 2. Baron de Ros († 1343)
- William de Ros, 3. Baron de Ros (1326–1352)
- Thomas de Ros, 4. Baron de Ros (1338–1383)
- John de Ros, 5. Baron de Ros (1366–1393)
- William de Ros, 6. Baron de Ros (1369–1414)
- John de Ros, 7. Baron de Ros (1396–1421)
- Thomas de Ros, 8. Baron de Ros (1407–1431)
- Thomas de Ros, 9. Baron de Ros (1427–1464) (Titel verwirkt 1464)
- Edmund de Ros, 10. Baron de Ros (1446–1508) (Titel wiederhergestellt 1485; Titel abeyant 1508)
- George Manners, 11. Baron de Ros (um 1470–1513) (Abeyance beendet 1512)
- Thomas Manners, 1. Earl of Rutland, 12. Baron de Ros (um 1492–1543)
- Henry Manners, 2. Earl of Rutland, 13. Baron de Ros († 1563)
- Edward Manners, 3. Earl of Rutland, 14. Baron de Ros († 1587)
- Elisabeth Cecil, 15. Baroness de Ros (1575–1591)
- William Cecil, 16. Baron de Ros (1590–1618)
- Francis Manners, 6. Earl of Rutland, 17. Baron de Ros (1578–1632)
- Katherine Villiers, Duchess of Buckingham, 18. Baroness de Ros (1603–1649)
- George Villiers, 2. Duke of Buckingham, 19. Baron de Ros (1628–1687) (Titel abeyant 1687)
- Charlotte FitzGerald-de Ros, 20. Baroness de Ros (1769–1831) (Abeyance beendet 1806)
- Henry William FitzGerald-de Ros, 21. Baron de Ros (1793–1839)
- William Lennox Lascelles FitzGerald-de Ros, 22. Baron de Ros (1797–1874)
- Dudley Charles FitzGerald-de Ros, 23. Baron de Ros (1827–1907)
- Mary Francis Dawson, 24. Baroness de Ros (1864–1939) (Titel abeyant 1939)
- Una Mary Ross, 25. Baroness de Ros (1879–1956) (Abeyance beendet 1943; Titel abeyant 1956)
- Georgina Angela Maxwell, 26. Baroness de Ros (1933–1983) (Abeyance beendet 1958)
- Peter Trevor Maxwell, 27. Baron de Ros (* 1958)

Voraussichtlicher Titelerbe (Heir apparent) ist der Sohn des jetzigen Barons, Hon. Finbar James Maxwell (* 1988).

## Weitere Träger des Titels Baron Ros
Im 13. und 14. Jahrhundert wurden weitere Mitglieder der Familie de Ros als Baron Ros in die englischen Parlamente berufen, da sie jedoch kinderlos starben, erloschen ihre Titel wieder mit ihrem Tod:
- Robert de Ros, 1. Baron Ros of Wark († 1296 oder 1297), seit 1295 Baron Ros of Wark (auch Ros de Werke)
- John de Ros, 1. Baron Ros († 1338), seit 1332 Baron Ros